# کانگ چان هی
کانگ چان هی (کره‌ای: 강찬희؛ زادهٔ ۱۷ ژانویه ۲۰۰۰) که با نام هنری چانی (انگلیسی: Chani) شناخته می‌شود، خواننده و بازیگر اهل کره جنوبی است. او حرفهٔ خود را به عنوان بازیگر کودک در مجموعه‌های تلویزیونی به صدای قلبم گوش کن (۲۰۱۱) آغاز کرد و در مجموعه‌های تلویزیونی مرد بی‌گناه (۲۰۱۲)، کلاس ملکه (۲۰۱۳)، درام تعاملی روی قلبت کلیک کن (۲۰۱۶)، درام جنایی سیگنال (۲۰۱۶) و درام پربینندهٔ قلعه آسمان (۲۰۱۸) ایفای نقش کرد. در سال ۲۰۱۵، او به عنوان یکی از اولین اعضای گروه نئوز معرفی شد که اولین تیم پیش از آغاز فعالیت اف‌ان‌سی انترتینمنت به نام نئور اِسکول بود. او در اکتبر ۲۰۱۶ به عنوان عضوی از گروه پسرانه کره‌ای اس‌اف۹ با تک‌آهنگ «هیاهو» وارد عرصه موسیقی شد.
کانگ بیشتر به خاطر ایفای نقش در قلعه آسمان شناخته می‌شود. او در این مجموعه نقش هوانگ وو جو، یک دانش آموز باهوش و مهربان را بازی کرد که در منطقه‌ای مسکونی لوکس به نام اسکای کسل زندگی می‌کند.

## فیلم‌شناسی

### فیلم
| سال  | عنوان            | نقش                    | منابع         |
| ---- | ---------------- | ---------------------- | ------------- |
| ۲۰۱۶ | فمیلی‌هود         | هیون بین               |               |
| ۲۰۱۷ | مورد توجه پادشاه | پادشاه یه جونگ (جوانی) |               |
| ۲۰۱۹ | چاپ اول          | هیون جون               |               |
| ۲۰۲۱ | شایعه            | جونگ سوک               | [ ۹ ]         |
| ۲۰۲۱ | روز سفید: هزارتو | هی مین                 | [ ۱۰ ] [ ۱۱ ] |
| ن/م  | متد بازیگری      | جونگ ته مین            | [ ۱۲ ]        |

### مجموعه تلویزیونی
| سال       | عنوان               | نقش                 | توضیحات                                | منابع         |
| --------- | ------------------- | ------------------- | -------------------------------------- | ------------- |
| ۲۰۰۹      | ملکه سوندوک         | هوارانگ             |                                        |               |
| ۲۰۰۹      | سه برادر            | کیم سونگ ته         |                                        |               |
| ۲۰۱۱      | به صدای قلبم گوش کن | چا دونگ جو (جوانی)  |                                        | [ ۱۳ ]        |
| ۲۰۱۱      | باغ بهشت            | شین سونگ وو         |                                        |               |
| ۲۰۱۲      | به زیبایی تو        | کانگ ته جون (جوانی) |                                        |               |
| ۲۰۱۲      | مرد بی‌گناه          | کانگ ما رو (جوانی)  |                                        |               |
| ۲۰۱۳      | کلاس ملکه           | کیم دو جین          |                                        |               |
| ۲۰۱۵      | جونگ میونگ          | جا گیونگ (جوانی)    |                                        |               |
| ۲۰۱۶      | سیگنال              | پارک سون وو         |                                        |               |
| ۲۰۱۶      | روی قلبت کلیک کن    | کانگ چان هی         |                                        |               |
| ۲۰۱۸      | کافی شاپ ۴٫۰        | دو یون              | حضور افتخاری (قسمت ۸)                  |               |
| ۲۰۱۸–۲۰۱۹ | قلعه آسمان          | هوانگ وو جو         |                                        | [ ۱۴ ] [ ۱۵ ] |
| ۲۰۲۰      | یکبار دیگر          | چوی جی وون          | حضور افتخاری (قسمت ۵۹–۶۶، ۶۸)          |               |
| ۲۰۲۰      | زیبایی حقیقی        | جونگ سه یون         | حضور افتخاری (قسمت ۱، ۴–۵، ۱۱، ۱۲، ۱۶) | [ ۱۷ ]        |
| ۲۰۲۱      | باید بری؟           | پازک یون            |                                        | [ ۱۸ ]        |
| ۲۰۲۱      | تقلید               | لی اون جو           |                                        | [ ۱۹ ]        |
| ۲۰۲۲      | زیر چتر ملکه        | شاهزاده یی سونگ     |                                        | [ ۲۰ ]        |

### مجموعه اینترنتی
| سال  | عنوان         | نقش      | منابع  |
| ---- | ------------- | -------- | ------ |
| ۲۰۱۹ | عشق در طعم تو | یون دان  | [ ۲۱ ] |
| ۲۰۲۱ | جینکس         | گیو هان  | [ ۲۲ ] |
| ۲۰۲۲ | معجزه         | لوئیس    | [ ۲۳ ] |
| ۲۰۲۴ | رسوایی چون‌هوا | جانگ وون | [ ۲۴ ] |